# Etnea (album)
Etnea è un album della cantante italiana Marcella Bella, pubblicato il 1º dicembre 2023 da BMG.
L'album è stato ripubblicato il 14 febbraio 2025 con l'inclusione di un remix e due inediti, tra cui Pelle diamante, presentato in gara al Festival di Sanremo 2025.

## Tracce
1. L'Etna – 3:20 (Rosario Bella, Marcella Bella)
2. Tacchi a spillo – 3:04 (Lorenzo Vizzini, Senatore Cirenga)
3. Questo grande fuoco – 3:06 (Luca Chiaravalli, Saverio Grandi, Eleonora Micol Pandalone, Pasquale Mammaro)
4. Soffri soffri – 3:10 (Marcella Bella, Fausto Cogliati)
5. Chi siamo davvero – 3:12 (Giovanni Caccamo, Michele Bitossi, Alessandro Bavo)
6. Un amore speciale – 3:53 (Gianni Bella, Rosario Bella, Antonio Bella, Marcella Bella)
7. Le parole che ti ho detto – 3:39 (Rosario Bella, Giovanni Fulcheri)
8. Come ti vorrei – 3:13 (Rosario Bella, Gianni Bella, Marcella Bella)
9. Mi rubi l'anima (feat. Loredana Bertè) – 3:35 (Marcella Bella, Rosario Bella)
10. Ti incanterò – 3:48 (Rosario Bella, Marcella Bella)

### Diamante Edition
1. Pelle diamante – 2:41
2. Fino alla fine del mondo – 2:53
3. L'Etna – 3:20
4. Tacchi a spillo – 3:04
5. Questo grande fuoco – 3:06
6. Soffri soffri – 3:10
7. Chi siamo davvero – 3:12
8. Un amore speciale – 3:53
9. Le parole che ti ho detto – 3:39
10. Come ti vorrei – 3:13
11. Mi rubi l'anima (feat. Loredana Bertè) – 3:35
12. Ti incanterò – 3:48
13. Tacchi a spillo (Morris Corti Remix) – 2:37

## Formazione
- Marcella Bella – voce
- Loredana Bertè – voce aggiuntiva (in Mi rubi l'anima)
- Fausto Cogliati – tastiere, pianoforte (in Chi siamo davvero e T'incanterò), chitarra elettrica (tranne in Tacchi a spillo), basso synth, programmazione
- Luca Chiaravalli – tastiere, chitarre e programmazione (in Pelle diamante)
- Rosario Bella – tastiere e pianoforte (in T'incanterò)
- Fabio Visocchi – tastiere (in Un amore speciale e Mi rubi l'anima), pianoforte (in Un amore speciale e in Come ti vorrei), Fender Rhodes (in Mi rubi l'anima)
- Pierfrancesco Pasini – pianoforte (in Chi siamo davvero)
- Saverio Grandi – Fender Rhodes (in Questo grande fuoco)
- Luca Colombo – chitarra elettrica (in Chi siamo davvero)
- Umberto Iervolino – arciliuto (in Chi siamo davvero)
- Stefano Cabrera – arciliuto (in Come ti vorrei e in Un amore speciale)
- Giulia Monti – violoncello (in L'Etna e Mi rubi l'anima)